# Pseudoplatylabus townesi
Pseudoplatylabus townesi är en stekelart som beskrevs av Heinrich 1962. Pseudoplatylabus townesi ingår i släktet Pseudoplatylabus och familjen brokparasitsteklar. Inga underarter finns listade i Catalogue of Life.